# Alex Král
Alex Král (født 19. maj 1998) er en tjekkisk professionel fodboldspiller, som spiller for Bundesliga-klubben Union Berlin, hvor han er lånt til fra Spartak Moskva, og Tjekkiets landshold.

## Baggrund
Født i Slovakiet, Král flyttede til Tjekkiet med sin familie da han var barn.

## Klubkarriere

### Teplice og Sparta Prag
Král begyndte sin karriere hos FK Teplice, hvor han gjorde sin professionelle debut i 2017. Han skiftede i januar 2019 til Sparta Prag.

### Spartak Moskva
Král skiftede til Spartak Moskva i september 2019.

#### Leje til West Ham United
Král skiftede i august 2021 til West Ham United på en lejeaftale med en mulighed for at gøre aftalen permanent. Det lykkedes dog aldrig for Král at slå igennem hos West Ham, og muligheden for gøre aftalen permanent blev ikke taget.

#### Leje til Schalke 04
Som del af FIFAs beslutning, kan enhver spiller kan få midlertidigt suspenderet sin kontrakt med russiske klubber som del af de internationale sanktioner imod Rusland over invasionen af Ukraine i februar 2022. Král tog denne mulighed i juni 2022, og skiftede i juli måned til Schalke 04 på en etårig aftale. Som del af aftalen, var han stadig Spartak Moskva spiller, bare med en suspenderet kontrakt.

#### Leje til Union Berlin
Král skiftede i juni 2023 til Union Berlin, igen på en aftale som resultat af hans suspenderede kontrakt med Spartak Moskva.

## Landsholdskarriere

### Ungdomslandshold
Král har repræsenteret Tjekkiet på flere ungdomsniveauer.

### Seniorlandshold
Král debuterede for Tjekkiet landshold den 26. marts 2019. Han var del af Tjekkiets trup EM 2020.

## Titler
Slavia Prag
- Tjekkiske 1. liga: 1 (2018–19)
- Tjekkiske pokaltunering: 1 (2018–19)